# Аналогия на разделената линия
Аналогия на разделената линията или Линията на Платон е пояснение, което Платон прави при представянето на своите възгледи за структурата на познанието. То се намира в края на книга VI от Държавата (509D-513E).
В текста, който е диалог между Сократ и брата на Платон, Главкон, аналогията на разделената линия е предшествана от Метафората за Слънцето и е следвана от Мита за пещерата. По-натаък Сократ се връща наново (533d-534a) към съдържанието на аналогията.
Платоновото изложение се коментира и дискутира от античността до наши дни като се очертават основно два свързани аспекта:
- методологически: четириделно представяне в термините на възприятие, мнение, разбиране и разумност;
- онтологически: четириделно представяне в термините на привидности, предмети, определения и идеи (или 'форми').

Аналогията преполага, че предметите се отнасят към своите сенки, така както предполаганите от Платон идеи се отнасят към обичайните разбирания.

## Описание на разделената линия
В Държавата (509D-510A), след като Сократ е получил от своя събседник съгласие, че има два вида предмети, видими и невидими, той започва изложението по следния начин:
| „ | - Вземи линия, разделена на две неравни части, и всяка от двете части раздели отново по същия начин – една част за видимия род, а другата за мислимия... | “ |

Казаното се илюстрира графично с линия, разположена хоризонтално или вертикално и ориентирана в една или друга посока:

### Видимият свят
Видимият свят на свой ред се състои от два вида 'неща': предмети и техните образи. С частта AB са представени 'сенки и отражения' на физическите неща, а чрез BC – самите физически неща. На тях съответстват респективно привидност (εἰκασία eikasia) и обичайното вярване (πίστις Pistis).

Сократ пояснява: 
| „ | образи аз наричам на първо място сенките, след това изображенията, които се явяват във водата и в гъстите леки и прозрачни тела, а също и в подобните | “ |

### Разбираемият свят
Сегментът CE, представляващ разбираем свят, е разделен в същото съотношение както AC, съответно с подразделения CD и DE (може лесно да се провери, че CD трябва да има същата дължина като BC). Едната част от мислимото е познаваема чрез изводи от предпоставки, докато другата се постига чрез познаване на самите безусловни начала:
| „ | душата въз основа на предпоставки е принудена да търси една част от мислимото въз основа на образи, получени при разделянето, като се отправя не към началото, а към края; другата част търси като тръгва пак от предположения и се насочва към непредполагаемото начало, без да си служи с образи както в първия случай, а извършва изследването единствено чрез идеите сами по себе си (510b) | “ |

Платон описва CD, на „по-ниска“ от тях, като с помощта на математическите разсъждения (διάνοια dianoia), където се обсъждат абстрактни математически обекти като геометрични линии. Такива обекти са извън физическия свят (и не трябва да се бъркат с чертежите на тези линии, които попадат в рамките на физическия свят BC. Въпреки това, те са по-малко важни за Платон от субектите на философското разбиране (νόησις Noesis), на „по-висока“ от тези две подразделения DE.
| „ | И когато говоря за друго разделение на разбираемия свят, ще разберете, че да се говори за друг вид познание, което се постига чрез силата на диалектиката, като се използват хипотези не като първите принципи, но само като хипотези – че е да речем, като стъпала и мястото на тръгване в един свят, който е повече от хипотези, за които тя може да се издигне над тях на първия принцип на цялото (511Б). | “ |

Платон тук използва познатата връзка между обикновени предмети и техните сенки или отражения, за се да илюстрира връзката между физическия свят като цяло и света на идеите (форми) като цяло. Първият се състои от серия от минаващи отражения на последния, който е вечен, по-истински и „верен“. Освен това, знаейки, че имаме на идея – когато наистина я имаме – това е от по-висок порядък, отколкото познаване на самия физически свят. По-специално, познаването на форми води до познаване на Формата на доброто.
Таблицата обобщава аналогията на разделената линия:
| Сегмент         | Тип на знание                                                       | Тип на обект                                                 |
| --------------- | ------------------------------------------------------------------- | ------------------------------------------------------------ |
| DE (най-висока) | Умопостижение (noesis)                                              | Идеи или Форми, по-специално формата на благото              |
| CD              | Разсъждения (dianoia), включително математическите науки            | Абстрактни математически обекти, като например числа и линии |
| BC              | Вярвания за физическите неща (pistis), влючително емпиричната наука | Физически обекти                                             |
| AB (най-ниска)  | Привидности, илюзии (eikasia)                                       | „Сенки“ и „отражения“ на физически обекти                    |

## Метафизично значение
Алегория на разделената линия е крайъгълният камък на метафизичната рамка на Платон. Тази структура, добре скрита в средата на Държавата, е сложен, многопластов диалог, който илюстрира голямата картина на метафизиката на Платон, епистемологията и етиката, всичко в едно. Това не е достатъчно, за да се разберат философските идеи (форми), той също трябва да разбере връзката на идеите на всички четири нива на структурата. В Държавата, философът трябва да разбере, че идеята на правосъдието е да се живее достоен живот, който да се организира и управлява от справедлива държава.
Разделената линия също така служи като ръководство за минали и бъдещи метафизики. Най-ниското ниво, което представлява „светът да стане и отминава“ (Republic, 508d), е метафизичен модел за Хераклитовата философия на постоянно движение и за Протагорейската философия на външен вид и становище. Второто ниво – един свят на дълготрайни физически обекти, „Закони на мисълта“ (The Laws of Thought), стана метафизичен модел на Аристотел. Третото ниво може да е Питагоровото ниво по математика. Четвъртото ниво е Платоновият идеал за Парменидова реалност, в света на най-високо ниво на идеи.

## Епистемологично значение
Платон притежава много строга представа за знанията. Например, той не приема да подлежат на експертиза нито директното възприятие (Теетет), нито истинската вяра за физическия свят (главната (Менон)). Знанието също изисква разбиране на съответните философски идеи (форми), като основа за подходяща обосновка на всички други нива на разделената линия. Поради тази причина, в по-ранните си диалози, Сократ отрича знанието за себе си и другите.
За първото ниво, „светът да стане и отминава“, Платон изрично отрича възможността на познанието. Постоянната промяна никога не остава същата, ето защо, свойствата на обектите трябва да се отнасят за различни идеи в различни моменти. Предвид това, че за да бъде възможно знанието, в което Платон вярва, другите три нива трябва да бъдат непроменливи. На трето и четвърто ниво, вече математиката и идеите са вечни и неизменни. Въпреки това, за да се гарантира, че второто равнище е обективно, физическия свят е непроменлив.
| „             | Нека продължат да се развиват „хипотезите“, че това е така, с разбирането, че, ако някога се появяват други мъдреци, всичко, което е резултат на предположението, се анулира | “ |
| Тимей, Платон | |   |

Физическия свят е представен от три аксиоматични ограничения: едно и също нещо ... не може да действа или да въздейства ... по различни начини ... (1) в една и съща част (2) по отношение на същото (3) в същото време.